# Vasilīs Spanoulīs
Vasilīs Spanoulīs, detto Billy (in greco Βασίλης Σπανούλης?; Larissa, 7 agosto 1982), è un allenatore di pallacanestro ed ex cestista greco, soprannominato Kill Bill, V-Span e MVP ("Most Vassilis Player"), commissario tecnico della Grecia.
Fratello minore di Dīmītrīs Spanoulīs, è alto 193 cm per 96 kg. Ha giocato come guardia nel Olympiakos, dopo aver giocato una stagione negli Houston Rockets, in NBA. È considerato uno dei più forti giocatori ad aver militato in Europa negli ultimi anni, nonché uno dei più forti giocatori europei di sempre.

## Carriera

### Club

#### Gli esordi
Spanoulīs cominciò la sua carriera cestistica all'età di dodici anni, nelle file delle giovanili dell'Gymnastikos Syllogos Larissas, squadra di Larissa, in Grecia. Giocò in questa squadra fino al 1998, anno in cui, sedicenne, si trasferì nelle giovanili del Keravnos Larissa. L'anno successivo lasciò il Keravnos per tornare all'AEL, stavolta in prima squadra, e firmare un contratto professionistico. Poté così esordire in A1 Ethniki, la massima serie greca, a soli 17 anni, nella stagione 1999-2000.

#### I quattro anni al Maroussi
Due anni dopo, nel 2001, si trasferì al Maroussi, squadra dell'omonimo sobborgo di Atene, militante in A1 Ethniki. La prima stagione del neoarrivato fu da riserva, con sole 12 partite giocate e una media di 4,9 punti a gara, mentre la seconda fu decisamente migliore per lui, dato che scese in campo in 29 gare mantenendo una media di 10,3 punti a partite. Nella stagione 2003-2004 Spanoulīs condusse il Maroussi alla finale di A1 Ethniki. Venne poi selezionato al secondo giro del draft NBA 2004 (50º assoluto) dai Dallas Mavericks, che lo girarono subito agli Houston Rockets; il greco rimase tuttavia a giocare in Europa.
Nella stagione 2004-05 mantenne una media di 15,9 punti a partita, con un buon 37,8% di precisione nel tiro da tre, in 35 partite di A1 Ethniki. Nello stesso anno fece registrare un 15,2 di media punti a partita e un 40,0% nel tiro da tre, in 12 gare disputate in FIBA EuroCup. Queste medie evidenziano il miglioramento della guardia di Larissa, dal momento che l'anno prima aveva segnato, in media, 11,1 punti a incontro. Al termine della stagione Spanoulīs venne votato "6º Uomo Europeo dell'Anno".

#### Al Panathinaikos
Dopo l'ottima stagione 2004-05, Spanoulīs firmò un contratto triennale con il Panathinaikos, la squadra greca più titolata a livello cestistico, per un compenso totale di €1,6 milioni. Al primo anno con il Panathinaikos, conquistò lo scudetto e la Coppa di Grecia 2005-06. Nel 2005 prese parte all'All Star Game greco, venendo incluso nel quintetto ideale del campionato greco.
Nella stessa stagione 2005-06 prese parte per la prima volta alla massima competizione europea, l'Eurolega. Spanoulīs fece registrare, in 28,8 minuti a gara, una media di 14,6 punti (miglior realizzatore della sua squadra), 3,1 assist, 2,0 rimbalzi, 1,4 palle rubate e 0,3 stoppate a partita. Nel tiro da due la precisione fu del 61,8% mentre da 3 fu del 36,8%, per un buon 53,4% totale. Al termine della stagione arrivarono per lui numerosi riconoscimenti individuali relativamente all'Eurolega: l'inclusione nel secondo quintetto ideale della rassegna, il decimo posto nella votazione per il MVP e il premio come miglior rookie (esordiente) dell'anno.

#### Il passaggio alla NBA: Rockets e Spurs
Nel luglio 2006 Spanoulīs rescisse il contratto con il Panathinaikos, dopo solo una delle tre stagioni prefissate, andando a firmare un triennale con gli Houston Rockets, squadra NBA. Il contratto con i Rockets fruttava alla guardia greca 5.832.000 dollari, 1.944.000 dollari a stagione, pressappoco le stesse cifre del contratto precedente. I Rockets avevano acquisito i diritti di scelta di Spanoulīs nel draft 2004, quando scambiarono la loro scelta, il numero 55 Luis Flores più 300.000 dollari, con la scelta numero 50 dei Dallas Mavericks, appunto Spanoulīs.
Nella prima stagione nella NBA non trovò molto spazio, non riuscendo perciò a mettere a referto grandi statistiche: 2,7 punti e 0,9 assist in 8,8 minuti di media a partita, con un 31,9% di precisione nel tiro da due e un 17,2% nel tiro da tre, e un totale di 31 partite, nessuna delle quali partendo in quintetto.
Il 12 luglio 2007 il cartellino di Spanoulīs venne girato ai San Antonio Spurs insieme alla possibilità di scelta al secondo turno del draft NBA 2009, in cambio del centro Jackie Butler e dei diritti sull'ala grande argentina Luis Scola. Nel 2007, dopo solo un anno, a causa di un rapporto non idilliaco con il coach dei Rockets Jeff Van Gundy e con la dirigenza dei Rockets, ma anche, ufficialmente, per "motivi familiari" (la salute della madre), Spanoulīs decise di lasciare la NBA.

#### Il ritorno al Panathinaikos
Il 19 agosto 2007 gli Spurs rescissero il suo contratto. Il greco ritornò presto in patria per giocare nel suo precedente club, il Panathinaikos, firmando il 23 agosto, quattro giorni dopo l'addio all'NBA. Nel club campione d'Europa in carica Spanoulīs si è unito (o riunito) a giocatori come Dīmītrīs Diamantidīs, Sani Bečirovič e Miloš Vujanić.

#### Il passaggio all'Olympiakos Pireo
Nell'estate del 2011 passa all'Olympiakos Pireo con cui riesce a vincere due Eurolega nel 2012 e nel 2013. In entrambe le edizioni viene votato come MVP delle final four.
Il 24 gennaio 2020 nella sconfitta del Olympiakos contro lo Zenit per 91 a 87, mette a referto 31 punti, diventando il giocatore più anziano di sempre a segnare almeno 30 punti in Eurolega

### Nazionale
A livello giovanile fu membro della Nazionale greca vincitrice della medaglia di bronzo all'Europeo Juniores 2000, e dell'oro all'Europeo Under-20 2002.
Nel 2004 prese parte, con la Nazionale greca, alla XXVIII Olimpiade, tenutasi ad Atene (quinto posto). L'anno dopo partecipò al vittorioso Europeo 2005. Nel 2006, invece, arrivò, sempre con la Nazionale greca, il secondo posto al Mondiale disputato in Giappone. Da ricordare, nella rassegna iridata, i 22 punti di V-Span nella semifinale vinta contro gli Stati Uniti, e il suo ruolino nel torneo, 11,7 punti a gara (miglior realizzatore dei suoi) e 87,8% di realizzazione ai liberi.

## Statistiche

### NBA

#### Regular Season
| Anno      | Squadra         | PG | PT | MP  | TC%  | 3P%  | TL%  | RP  | AP  | PRP | SP  | PP  |
| --------- | --------------- | -- | -- | --- | ---- | ---- | ---- | --- | --- | --- | --- | --- |
| 2006-2007 | Houston Rockets | 31 | 0  | 8,8 | 31,9 | 17,2 | 81,0 | 0,7 | 0,9 | 0,2 | 0,0 | 2,7 |
| Carriera  | Carriera        | 31 | 0  | 8,8 | 31,9 | 17,2 | 81,0 | 0,7 | 0,9 | 0,2 | 0,0 | 2,7 |

#### Playoffs
| Anno     | Squadra         | PG | PT | MP  | TC%  | 3P% | TL% | RP  | AP  | PRP | SP  | PP  |
| -------- | --------------- | -- | -- | --- | ---- | --- | --- | --- | --- | --- | --- | --- |
| 2007     | Houston Rockets | 1  | 0  | 3,0 | 50,0 | -   | 100 | 1,0 | 1,0 | 0,0 | 0,0 | 4,0 |
| Carriera | Carriera        | 1  | 0  | 3,0 | 50,0 | -   | 100 | 1,0 | 1,0 | 0,0 | 0,0 | 4,0 |

### Eurolega
| Anno       | Squadra       | PG  | PT  | MP   | TC%  | 3P%  | TL%  | RP  | AP  | PRP | SP  | PP   |
| ---------- | ------------- | --- | --- | ---- | ---- | ---- | ---- | --- | --- | --- | --- | ---- |
| 2005-2006  | Panathīnaïkos | 23  | 3   | 27,8 | 53,4 | 36,8 | 78,0 | 2,0 | 3,1 | 1,4 | 0,0 | 14,6 |
| 2007-2008  | Panathīnaïkos | 20  | 5   | 27,8 | 44,4 | 35,5 | 75,0 | 2,6 | 2,7 | 1,2 | 0,0 | 11,2 |
| 2008-2009† | Panathīnaïkos | 19  | 9   | 25,6 | 44,6 | 30,9 | 87,9 | 2,4 | 3,5 | 1,2 | 0,0 | 10,5 |
| 2009-2010  | Panathīnaïkos | 14  | 6   | 25,3 | 39,8 | 27,7 | 84,5 | 1,5 | 3,6 | 1,1 | 0,0 | 10,3 |
| 2010-2011  | Olympiakos    | 20  | 17  | 29,5 | 44,4 | 34,7 | 85,2 | 1,8 | 4,2 | 1,2 | 0,0 | 14,2 |
| 2011-2012† | Olympiakos    | 21  | 19  | 29,8 | 47,9 | 38,6 | 82,7 | 2,0 | 4,0 | 0,7 | 0,1 | 16,7 |
| 2012-2013† | Olympiakos    | 31  | 31  | 30,0 | 39,7 | 32,1 | 78,2 | 2,2 | 5,5 | 0,9 | 0,0 | 14,7 |
| 2013-2014  | Olympiakos    | 26  | 26  | 28,1 | 43,0 | 34,4 | 73,8 | 2,0 | 4,6 | 0,4 | 0,0 | 15,1 |
| 2014-2015  | Olympiakos    | 26  | 26  | 28,1 | 39,6 | 33,3 | 75,9 | 1,8 | 5,5 | 0,8 | 0,1 | 14,4 |
| 2015-2016  | Olympiakos    | 20  | 20  | 26,9 | 31,8 | 26,0 | 70,6 | 1,5 | 5,4 | 0,4 | 0,0 | 11,2 |
| 2016-2017  | Olympiakos    | 33  | 32  | 26,8 | 39,6 | 31,5 | 75,9 | 1,7 | 6,1 | 0,6 | 0,0 | 12,6 |
| 2017-2018  | Olympiakos    | 24  | 24  | 26,3 | 39,6 | 31,5 | 81,7 | 1,5 | 5,6 | 0,7 | 0,0 | 14,0 |
| 2018-2019  | Olympiakos    | 25  | 14  | 22,1 | 38,2 | 33,1 | 71,2 | 1,8 | 5,1 | 0,4 | 0,0 | 10,2 |
| 2019-2020  | Olympiakos    | 22  | 20  | 24,6 | 41,0 | 28,6 | 80,7 | 1,2 | 4,6 | 0,4 | 0,0 | 11,3 |
| 2020-2021  | Olympiakos    | 34  | 2   | 17,3 | 35,5 | 28,3 | 64,4 | 1,5 | 2,7 | 0,6 | 0,0 | 6,4  |
| Carriera   | Carriera      | 358 | 254 | 26,2 | 41,2 | 32,1 | 77,9 | 1,8 | 4,5 | 0,8 | 0,0 | 12,4 |

## Palmarès

### Giocatore

#### Squadra
- Campionato greco: 7

Panathinaikos: 2005-06, 2007-08, 2008-09, 2009-10
Olympiakos: 2011-12, 2014-15, 2015-16
- Coppa di Grecia: 4

Panathinaikos: 2005-06, 2007-08, 2008-09
Olympiakos: 2010-11
- Eurolega: 3

Panathinaikos: 2008-09
Olympiacos: 2011-12, 2012-13
- Coppa Intercontinentale: 1

Olympiakos: 2013

#### Nazionale
- Mondiali:

 Giappone 2006
- Europei:

 Serbia e Montenegro 2005
 Polonia 2009
- Giochi del Mediterraneo:

 Tunisi 2001
- Europei Under-20:

 Lituania 2002
- Europei Under-18:

 Zara 2000

#### Individuale
- Sesto Uomo dell'Anno in Eurocup: 1

2004-2005
- A1 Ethniki MVP: 5

Panathinaikos: 2004-2005, 2005-2006, 2008-2009
Olympiakos: 2011-2012, 2015-2016
- A1 Ethniki MVP finali: 4

Panathinaikos: 2005-2006, 2007-2008
Olympiakos: 2014-2015, 2015-2016
- Euroleague MVP: 1

Olympiakos: 2012-2013
- Euroleague Final Four MVP: 3 (record condiviso con Toni Kukoč)

Panathinaikos: 2008-2009
Olympiakos: 2011-2012, 2012-2013
- All-Euroleague First Team: 3

Olympiakos: 2011-2012, 2012-2013, 2014-2015
- All-Euroleague Second Team: 5

Olympiakos: 2010-2011, 2013-2014, 2017-2018
Panathinaikos: 2005-2006, 2008-2009
- Coppa Intercontinentale MVP: 1

2013

### Allenatore

#### Individuale
- Basketball Champions League Best Coach: 1

Peristeri: 2023-2024